# 443-as főút (Magyarország)
A 443-as számú főút másodrendű főút Békés vármegyében; a 46-os főutat kapcsolja össze a 44-es főúttal. Kezdőpontja Endrőd (Gyomaendrőd), a végpontja Szarvas; kezelője a Magyar Közút Nonprofit Zrt. Békés Vármegyei Igazgatósága.

## Fekvése
A főút Gyomaendrődön, az endrődi városrészben indul, a 46-os főútból kiágazva, annak 41+650-es kilométerszelvénye táján. A városban a Blaha Lujza utca nevet viseli, dél felé haladva, majd egy ideig még a külterületen is ezt az irányt követi, nagyjából a 3+300-as kilométerszelvényéig, nagyjából párhuzamosan a Gyomaendrőd-Nagyszénás-Szentes közt húzódó 4642-es úttal.
Ezután egy éles kanyarral határozott nyugati irányt vesz fel, és mintegy 12 kilométeren át ezt követi; közben a hetedik kilométere után átlép Szarvas területére. 15,9 kilométer után, Szarvas Ószőlő vagy Érparti szőlők településrészénél délnyugati irányba fordul. A 19. kilométerét elhagyva beletorkollik kelet felől a Mezőberényt Szarvassal összekötő 4641-es út végződik, majd nem sokkal ezután véget is ér, beletorkollva a 44-es főútba, annak a 77+400-as kilométerszelvénye közelében.
Teljes hossza, az országos közutak térképes nyilvántartását szolgáló kira.gov.hu adatbázisa szerint 19,333 kilométer.
Az úton jelentősebb műtárgyak nem épültek, a belvízelvezető csatornákat kisebb hidakkal szeli át, illetve Szarvas-Érparti szőlőktől kerékpárút halad párhuzamosan a főúttal.

## Története
1934-ben a kereskedelem- és közlekedésügyi miniszter 70 846/1934. számú rendelete harmadrendű főúttá nyilvánította, a Szarvas-Körösladány közti 414-es főút részeként.